# Fabrizio Crestani
Fabrizio Crestani (Conegliano, 17 december 1987) is een Italiaans autocoureur die anno 2009 in de GP2 Asia Series rijdt.

## Loopbaan
Crestani reed karts tot 2005 voordat hij overstapte naar de Formule Junior 1600 Italië waarin hij als vierde in het kampioenschap eindigde voor het team PSR Motorsport. Hij had een overwinning en finishte in het kampioenschap achter Pasquale Di Sabatino, Mihai Marinescu en Jaime Alguersuari. Hij maakte ook zijn debuut in het Italiaanse Formule 3-kampioenschap voor het team Corbetta Competizioni in de laatste ronde op het circuit van Misano. Hij kwalificeerde zich als zevende voor beide races en finishte als zesde en zevende waardoor hij dertiende werd in het kampioenschap.
In 2006 ging Crestani het volledige Italiaanse Formule 3-seizoen rijden, nog steeds voor Corbetta Competizioni. In het gehele seizoen behaalde hij een pole position op Vallelunga en vijf podiums (waarvan vier tweede plaatsen) op zijn weg naar de vijfde plaats in het kampioenschap. Hij reed ook een race in het Britse Formule 3-kampioenschap op Mugello. In de Invitation Klasse finishte hij beide races buiten de punten op de 15e en 14e plaats met rondetijden die gelijk waren aan die van de Nationale Klasse.
Hij bleef in 2007 voor een derde seizoen in de Italiaanse Formule 3, opnieuw met Corbetta. Hij behaalde tweemaal pole position op Misano en behaalde zijn eerste overwinningen op Mugello, voor kampioen van 2008 Mirko Bortolotti in beide races. Een derde overwinning volgde later dat jaar, maar Crestani finishte, net als in 2006, als vijfde in het kampioenschap, 41 punten achter kampioen Paolo Maria Nocera.
Crestani bleef niet in 2008, maar ging naar de Euroseries 3000 voor het team GP Racing. Opnieuw werd hij vijfde in het kampioenschap met een overwinning op Mugello en twee overwinningen in de seizoensfinale op Magione. Hij finishte als achtste in de Italiaanse Euroseries 3000. Hij ging ook racen in de International Formula Master in de races in Valencia, Pau en Brno voor het team Euronova Racing. Zijn beste resultaat was een achtste plaats in de door regen verkorte race op Pau, waarin hij kampioen Chris van der Drift 0,058 seconden voorbleef, waardoor hij 0,5 punt kreeg in het kampioenschap.
Nadat Tiago Monteiro het voormalige BCN Competición kocht en hernoemde naar Ocean Racing Technology, verving hij beide rijders uit ronde 1 (Hiroki Yoshimoto en Luca Filippi) en benoemde Yelmer Buurman en Crestani als coureurs om hen te vervangen vanaf de tweede ronde van het GP2 Asia Series seizoen 2008-2009.

## GP2 resultaten

### GP2 Asia resultaten
| Jaar    | Inschrijving            | 1       | 2       | 3          | 4         | 5           | 6           | 7          | 8          | 9          | 10         | 11          | 12          | Rang | Punten |
| ------- | ----------------------- | ------- | ------- | ---------- | --------- | ----------- | ----------- | ---------- | ---------- | ---------- | ---------- | ----------- | ----------- | ---- | ------ |
| 2008–09 | Ocean Racing Technology | CHN FEA | CHN SPR | UAE FEA 14 | UAE SPR C | BHR1 FEA NF | BHR1 SPR 17 | QAT FEA 10 | QAT SPR 21 | MAL FEA 15 | MAL SPR 16 | BHR2 FEA 18 | BHR2 SPR 15 | 28   | 0      |